# Helmut Weidlich
Helmut Weidlich (* 17. April 1937 in Klingenthal) ist ein ehemaliger deutscher Skilangläufer.
Weidlich, der für den SC Dynamo Klingenthal startete, belegte bei den Olympischen Winterspielen 1960 in Squaw Valley den 21. Platz über 30 km und bei den Nordischen Skiweltmeisterschaften 1962 in Zakopane den 13. Rang mit der Staffel. Bei seiner letzten Teilnahme an Olympischen Winterspielen im Februar 1964 in Innsbruck kam er auf den 36. Platz über 15 km und zusammen mit Heinz Seidel, Enno Röder und Walter Demel auf den siebten Rang in der Staffel. Zwei Jahre später lief er bei den Nordischen Skiweltmeisterschaften in Oslo auf den 38. Platz über 15 km, auf den 28. Rang über 30 km und auf den neunten Platz mit der Staffel. Bei DDR-Meisterschaften siegte er siebenmal mit der Staffel  (1960–1964, 1966, 1967), jeweils zweimal über 15 km (1964, 1965) und 30 km (1963, 1964) sowie einmal über 50 km (1966).